# بی تو به سر نمی‌شود (آلبوم عبدالوهاب شهیدی)
بی تو به سر نمی‌شود نام یک نام آلبوم موسیقی سنتی ایرانی باصدای عبدالوهاب شهیدی می‌باشد. این اثر شامل ۱۲ قطعه از آثار ماندگار موسیقی ایران است که حاصل نوازندگی چند تن از مشاهیر عرصهٔ موسیقی ایران از جمله پرویز یاحقی (نوازندهٔ ویولون)، فرامرز پایور (نوازندهٔ سنتور) و جهانگیر ملک (نوازندهٔ تنبک) می‌باشد. در این اثر عبدالوهاب شهیدی علاوه بر آوازخوانی، نوازندگی عود (بربط) را بر عهده داشتند. نام این آلبوم برگرفته از قطعهٔ چهارم آن است که مربوط به تصنیفی با شعر بی همگان به سر شود بی تو به سر نمی‌شود مولاناست.
در این اثر اشعار مولانا، سعدی و شهریار خوانده شده‌اند و علاوه بر هنرمندان مذکور (شهیدی، پایور، یاحقی و ملک) هنرمندان دیگری نیز حضور دارند که سازهایی چون تار و نی را نواخته‌اند.

## شرح اثر

### هنرمندان
- برخی از هنرمندانی که در این اثر حضور دارند:

- - عبدالوهاب شهیدی: آواز
  - فرامرز پایور: سنتور
  - پرویز یاحقی: ویولون
  - جهانگیر ملک: تنبک

و نوازندگان دیگر (نی، تار و...)

### فهرست آهنگ‌ها
1. گروه نوازی
2. ساز و آواز بشنو از نی (شعر مولانا)
3. گروه نوازی
4. تصنیف بی تو به سر نمی‌شود (شعر مولانا)
5. گروه نوازی
6. گروه نوازی
7. گروه نوازی
8. ساز و آواز تو با این لطف طبع و دلربایی (شعر سعدی)
9. ادامه ساز و آواز (شعر سعدی، ادامه شعر ساز و آواز قبل)
10. گروه نوازی
11. تصنیف تو بمان و دگران (شهر شهریار، از تو بگذشتم و بگذاشتمت با دگران)
12. تصنیف گردش چرخ (شهر شهریار، گردش چرخ به کامم کردی)